# Hakenschnabelvanga
Der Hakenschnabelvanga (Vanga curvirostris), manchmal auch einfach nur Hakenvanga genannt, ist ein Sperlingsvogel aus der Familie der Vangawürger (Vangidae).
Das Artepitheton kommt von lateinisch curvus ‚gekrümmt, gebogen‘ und lateinisch rostrum ‚Schnabel‘.

## Merkmale
Der Hakenschnabelvanga ist ein 25–29 cm großer und 53–81 g schwerer, schwarz-weiß gefiederter Vogel mit weißem Kopf und schwarzer Kappe, kräftigem schwarzen Schnabel mit charakteristischem Haken an der Spitze und weißen Streifen auf den schwarzen Flügeln. Brust und Bauch sind schwarz, bei Jungtieren grau, der Schwanz ist grau mit breiter schwarzer Binde und weißer Spitze. Männchen und Weibchen unterscheiden sich kaum.

## Verhalten
Der Hakenschnabelvanga ernährt sich von großen Insekten und kleinen Wirbeltieren, auch von Fröschen, kleinen Vögeln, Vogeleiern oder Chamäleons.

## Verbreitung und Lebensraum
Der Hakenschnabelvanga ist auf Madagaskar endemisch. Sein Lebensraum sind subtropische oder tropische Trockenwälder, feuchte Tieflandwälder und Bergwälder, er ist aber auch in der Nähe von Ortschaften anzutreffen.
Die Brutsaison liegt zwischen Oktober und Januar. Die Vögel sind monogam, das Nest wird vom Männchen und Weibchen gemeinsam gebaut.

## Geografische Variation
Es werden folgende Unterarten anerkannt:
- V. c. curvirostris (Linnaeus, 1766) als Nominatform im Norden, Westen und Osten Madagaskars
- V. c. cetera Bangs, 1928, im Süden Madagaskars mit etwas längerem Schnabel, kürzerer Kopfkappe und breiterem weißen Nackenband

## Gefährdungssituation
Der Bestand gilt als nicht gefährdet (Least Concern).